# Abenomics
Abenomics (アベノミクス; Hepburn: Abenomikusu) címkével Abe Sinzó japán miniszterelnök gazdaságpolitikáját fémjelezték 2012–2020 közötti kormányzása alatt. Célja a japán gazdaság fellendítése volt, amely az 1990-es évek elejétől két évtizeden át szinte teljesen stagnált és deflációval küzdött.

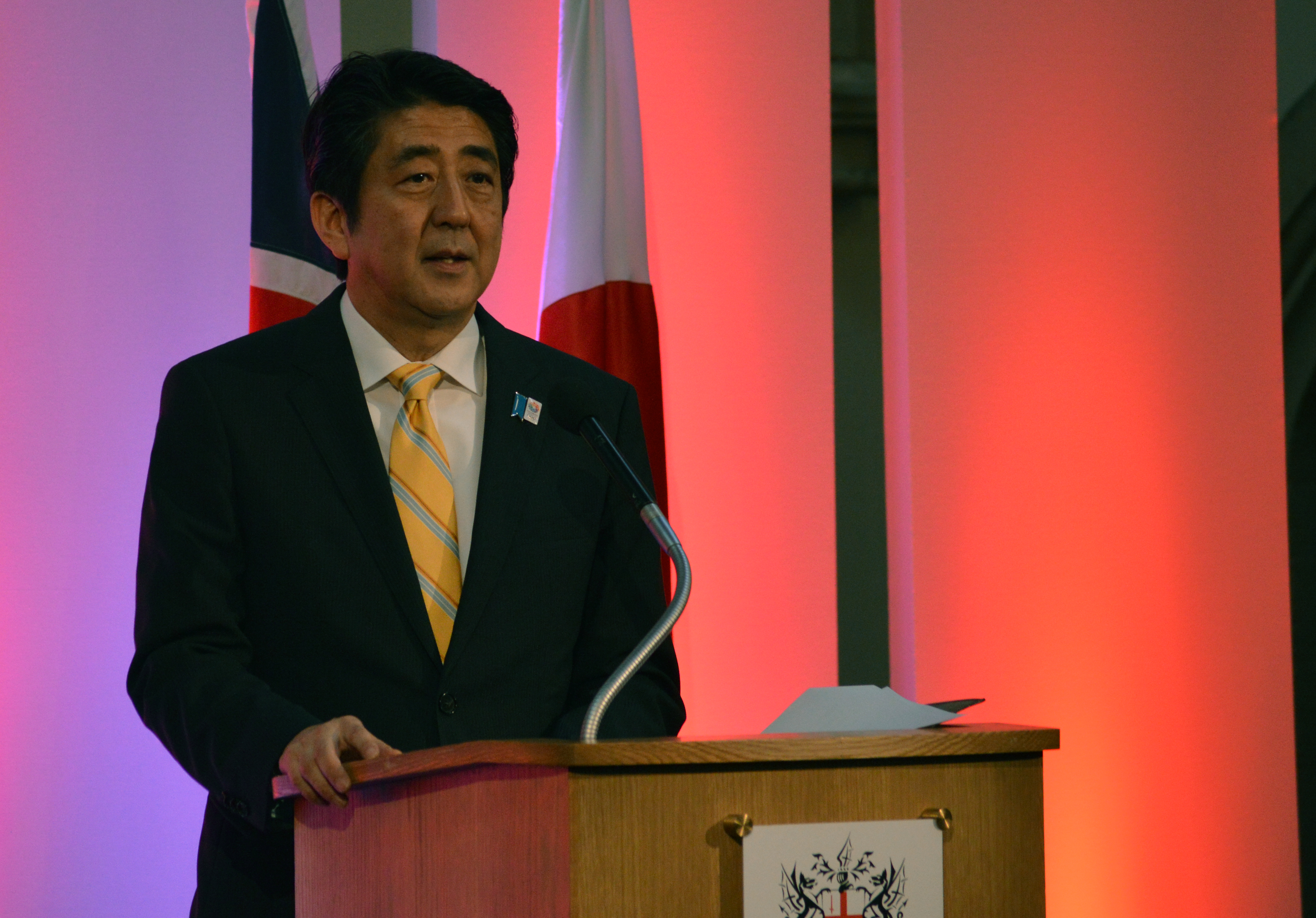
Abe Sinzó gazdaságpolitikájáról tart előadást 2013-ban Londonban.

A politika három részből, úgynevezett „nyílból” állt: monetáris lazítás, kormányzati költekezés és strukturális reform. A „nyíl” elnevezés Móri Motonari 16. századi daimjó három nyílvesszőről szóló leckéjére utal.
Az Abenomics szóösszerántással alkotott neologizmus, az Abe és economics (magyarul gazdaság) szavakból tevődik össze.

## Első nyíl: Monetáris politika
A Japán Jegybank unortodox monetáris politikája az Abenomics központi eleme, célja a 2%-os éves infláció elérése. Mennyiségi lazítás keretén belül a jegybank pénzt pumpált a gazdaságba és néhány bankbetétnél negatív kamatot vezetett be Japán történelmében először. Kuroda Haruhiko elnök irányítása alatt a jegybank 2013 első negyedévében vásárolt először állampapírokat és egyéb eszközöket. 2017-ig az infláció 1% alatt maradt, a jegybank ezért bejelentette, hogy addig fog állampapírokat vásárolni, amíg az infláció el nem éri a 2%-ot. A japán mennyiségi lazítás sokkal nagyobb mértékű, mint máshol a világon; a jegybank által felvásárolt eszközök értéke Japánban meghaladta az ország bruttó hazai termékének 70%-át, míg az amerikai Fed és az Európai Központi Bank eszközeinek értéke amerikai és az európai GDP 25%-át sem érte el.

## Második nyíl: Költségvetési politika
Az Abenomics második nyilaként az Abe kormány 2013-tól agresszív költségvetési politikát folytatott és több gazdasági ösztönző csomagot fogadott el. A 2013-as gazdasági ösztönző csomag – az Abe kormányzat alatt jóváhagyott több csomag közül az első – Japán történelmének második legnagyobb összegű ösztönző csomagja volt.

## Harmadik nyíl: Strukturális reformok
A monetáris és költségvetési politikák mellett Japán hosszú távú versenyképességét strukturális reformok voltak hivatottak javítani. Ezt a vállalatokra vonatkozó megkötések enyhítésével, a vállalati adók csökkentésével, a munkaerőpiac és mezőgazdaság liberalizálásával próbálták elérni. 2015-től a reformok kiterjedtek a munkaerő-utánpótlásra, a nők és külföldiek munkavállalásának elősegítésére is.